# Pellenes minimus
Pellenes minimus es una especie de araña saltarina del género Pellenes, familia Salticidae. Fue descrita científicamente por Caporiacco en 1933.
Habita en Libia.